# 가톨릭교회 교리서

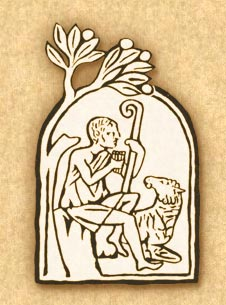

가톨릭교회 교리서(라틴어: Catechismus Catholicae Ecclesiae)는 로마 가톨릭교회에서 발간하는 기독교 교리서로, 1992년에 프랑스어와 라틴어로 처음 발행되고 1997년에 라틴어 표준판이 공포되었다. 1985년 세계주교대의원회의 임시 총회에서 제2차 바티칸 공의회의 결과로 정립된 가톨릭 교리를 총망라한 교리서가 필요하다고 판단하여, 교황 요한 바오로 2세가 1986년 추기경 요제프 라칭거를 중심으로 주교 특별 위원회를 구성하고 이 위원회가 1997년까지 교리서를 완성하였다. 대한민국에서는 주교회의 교리교육위원회가 1993년부터 한국어판을 작성, 1994년에 4편으로 나누어 발행했다. 2003년에 개정판 합본 초판을 내었다. 이후 새롭게 번역된 성경에 따르고 4편으로 나뉜 내용을 통합한 개정판 제2판을 2008년에 발행하였다.

## 같이 보기
- 목회

## 참조
1. ↑  〈가톨릭 교회 교리서〉 라틴 어 표준판 승인과 공포에 관한 교황교서 "큰 기쁨(Laetamur Magnopere)"
2. ↑  “한국 천주교 주교회의 - 가톨릭 교회 교리서 개정판 수정 사항”. 2016년 6월 13일에 원본 문서에서 보존된 문서. 2010년 3월 17일에 확인함.